# Vladimír Bačík
Vladimír Bačík (4. srpna 1948 – 2010) byl slovenský a československý politik a bezpartijní poslanec Sněmovny národů Federálního shromáždění za normalizace. Po roce 1989 regionální a komunální politik za stranu SMER - sociálna demokracia v Trenčínském kraji a Považské Bystrici.

## Biografie
K roku 1981 se profesně uvádí jako dělník. Ve volbách roku 1981 zasedl do slovenské části Sněmovny národů (volební obvod č. 117 - Považská Bystrica, Středoslovenský kraj). Ve Federálním shromáždění setrval do konce funkčního období, tedy voleb roku 1986.
Po vzniku samostatného Slovenska pracoval jako regionální politik, zastupitel v Trenčínském kraji a dlouhodobě i jako zastupitel Považské Bystrice za stranu SMER - sociálna demokracia, kde byl služebně nejstarším zastupitelem.